# Max Laaser
Wilhelm Max Laaser (* 28. Dezember 1877 in Neufahrwasser bei Danzig; † 8. August 1948 in Neuruppin) war ein deutscher Feuerwehrmann und Vorsitzender des Verbands Deutscher Berufsfeuerwehrmänner.

## Leben
Laaser war seit 1904 Berufsfeuerwehrmann bei der Feuerwehr Dortmund. Im Jahr 1908 wurde er zum Oberfeuerwehrmann befördert. Er war zu dieser Zeit auch an der gewerkschaftlichen Organisation der einfachen Berufsfeuerwehrleute beteiligt. So war Laaser maßgebend an der Erarbeitung der Satzung für den „Verband Deutscher Berufsfeuerwehrmänner“ verantwortlich. Bei der Gründung 1908 hatte der Verband fast 900 Mitglieder in dreizehn Ortsgruppen. Laaser wurde zunächst zum Vorsitzenden eines provisorischen Vorstandes und 1909 auf einer ersten Delegiertenversammlung dann ordentlich gewählt. Er war auch für das Redigieren der Verbandszeitschrift „Der Berufsfeuerwehrmann“ verantwortlich.
Obwohl Laaser grundsätzlich kaisertreu war, musste die Gewerkschaftsgründung zu Problemen führen, da der Staat auch unteren Beamten kein Koalitionsrecht zuerkannte. Er musste daher schon 1909 aus der Feuerwehr Dortmund ausscheiden. Laaser war danach bei der Werkfeuerwehr der montanindustriellen Hüstener Gewerkschaft tätig.
In den folgenden Jahren wurde Laaser mehrfach als Vorsitzender in seinem Amt bestätigt. Im Jahr 1912 lehnte er Vorschläge zur Annäherung der Organisation an die sozialdemokratisch orientierten Freien Gewerkschaften ab. Konflikte gab es auch im Zusammenhang mit dem Verbot der Mitgliedschaft der Berliner Berufsfeuerwehrleute in der Gewerkschaft. Nach Kritik im preußischen Landtag trat er 1913 als Vorsitzender zurück, ließ sich aber zum Weitermachen überreden.
Nach der Novemberrevolution beschloss die Organisation sich den Freien Gewerkschaften anzuschließen. Das Amt des Vorsitzenden ging an Paul Neumann über. Laaser wurde 1919 erster besoldeter Verbandssekretär. Mit der Verlegung des Verbandssitzes siedelte Laaser nach Berlin über. Er war in der Folge führend an den Verhandlungen mit freigewerkschaftlichen Organisationen, Angestelltenorganisationen und dem Deutschen Beamtenbund beteiligt. Die Gewerkschaft schloss schließlich einen Kartellvertrag mit dem Verband der Gemeinde- und Staatsarbeiter. Im Jahr 1920 gab er die Verantwortung für die Verbandszeitschrift an den neuen Vorsitzenden ab. Er war 1920 maßgeblich an der Gründung des wenig erfolgreichen Gewerkschaftsbund der Kommunalbeamten und -angestellten Preußens beteiligt, dem sich auch der Verband der Berufsfeuerwehrleute anschloss.
Zwar wurde Laaser als Verbandssekretär bestätigt, aber auf dem Verbandstag 1920 wurde der Anschlusswille an die freien Gewerkschaften bekräftigt. Die Organisation trat aus dem Gewerkschaftsbund der Kommunalbeamten aus. Den Schritt ging Laaser nicht mit und trat 1921 aus. Er wurde Leiter der Fachgruppe Feuerwehr in der Kommunalbeamtenorganisation des Deutschen Beamtenbundes. Ab 1922 war Laaser Geschäftsführer der Reichsfachgruppe Feuerwehr Reichsbundes der Kommunalbeamten und -angestellten Deutschlands. Diese Stellung hatte er bis zum Ende der Gewerkschaften zu Beginn der Zeit des Nationalsozialismus inne. Über sein weiteres Lebens nach dem Wegzug aus Berlin gibt es wenige Informationen.